# Gaio Vettio Grato Attico Sabiniano
Gaio Vettio Grato Attico Sabiniano (latino: Gaius Vettius Gratus Atticus Sabinianus; fl. 228-242) fu un senatore e politico dell'Impero romano.
Sabiniano proveniva da una famiglia di rango senatoriale, come attestato da un'iscrizione trovata a Thuburbo Maius (CIL VIII, 823): il console suffetto per il 176, Gaio Vettio Sabiniano Giulio Ospite, suo nonno o bisnonno, aveva elevato la famiglia al rango senatoriale dopo aver servito per la seconda volta nella militia equestris sotto l'imperatore Antonino Pio; suo padre fu Gaio Vettio Grato Sabiniano, console per il 221.
Sabiniano fu quattuorvir viarum curandarum ("responsabile della manutenzione delle strade") a Roma nel 228/230 e poi sevir equitum Romanorum turmae III ("comandante di squadrone della cavalleria romana"). In seguito fu questore candidato dell'imperatore, forse nel 234, e poi pretore, forse nel 239. Successivamente la sua carriera contemplò anche le funzioni di praefectus alimentorum e contemporaneamente la responsabilità della manutenzione della via Flaminia (241). Nel 242 fu console.